# كيليان سيلديليا
كيليان سيلدييليا (مواليد 16 مايو 2002) هو لاعب كرة قدم فرنسي يلعب في مركز المدافع في نادي فرايبورغ.

## روابط خارجية
- كيليان سيلديليا على موقع الاتحاد الأوربي (الإنجليزية)
- كيليان سيلديليا على موقع قاعدة بيانات كرة القدم.إي يو (الإنجليزية)
- كيليان سيلديليا على موقع Soccerway.com (الإنجليزية)
- كيليان سيلديليا على موقع عالم كرة القدم.نت (الإنجليزية)
- كيليان سيلديليا على موقع اللجنة الأولمبية الدولية (الإنجليزية)